# Pharmacia

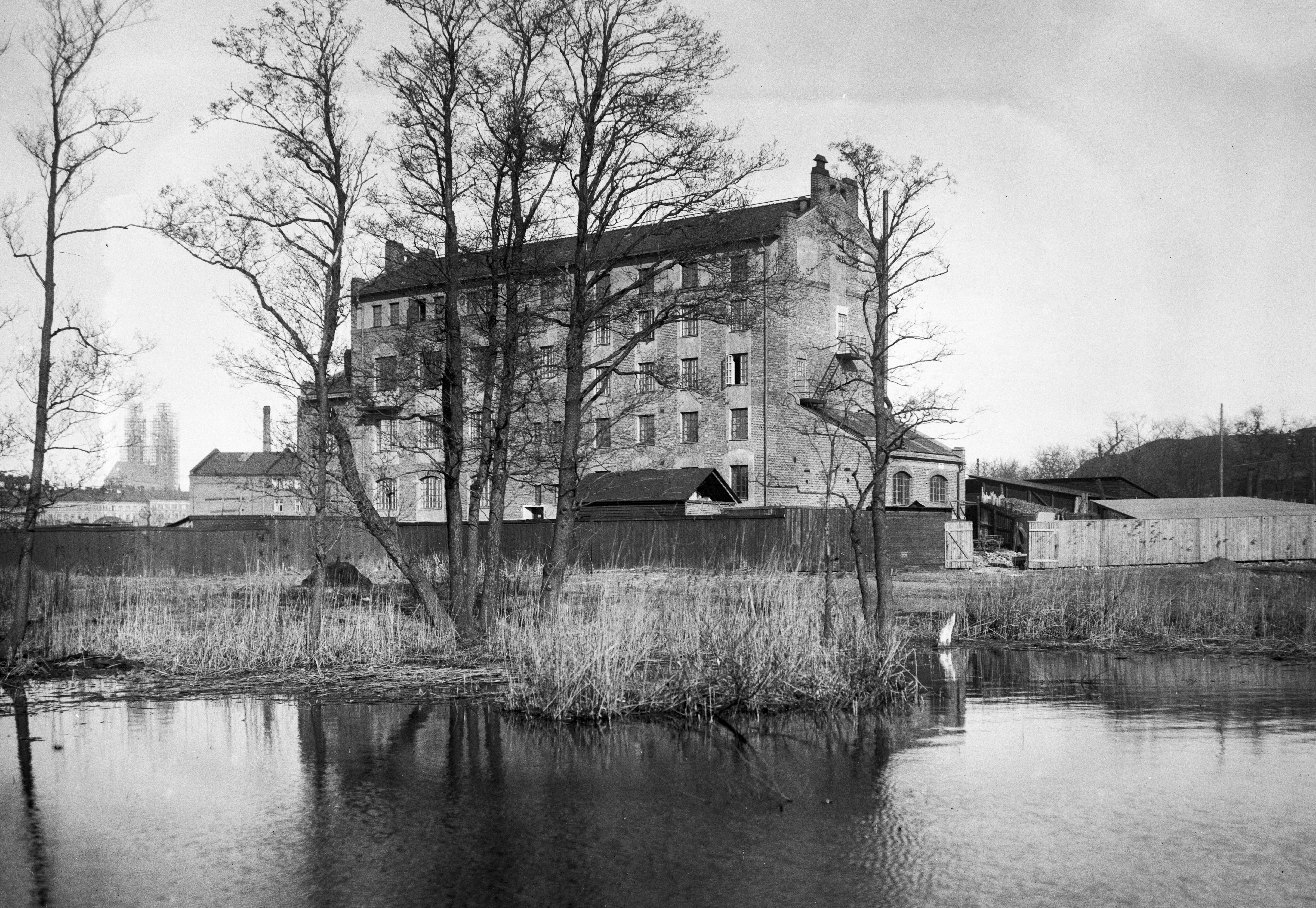
Pharmacias fabrik i kvarteret Rosteriet i Liljeholmen, 1920-1950.

Pharmacia var ett svenskt läkemedels- och bioteknikföretag.

## Historik

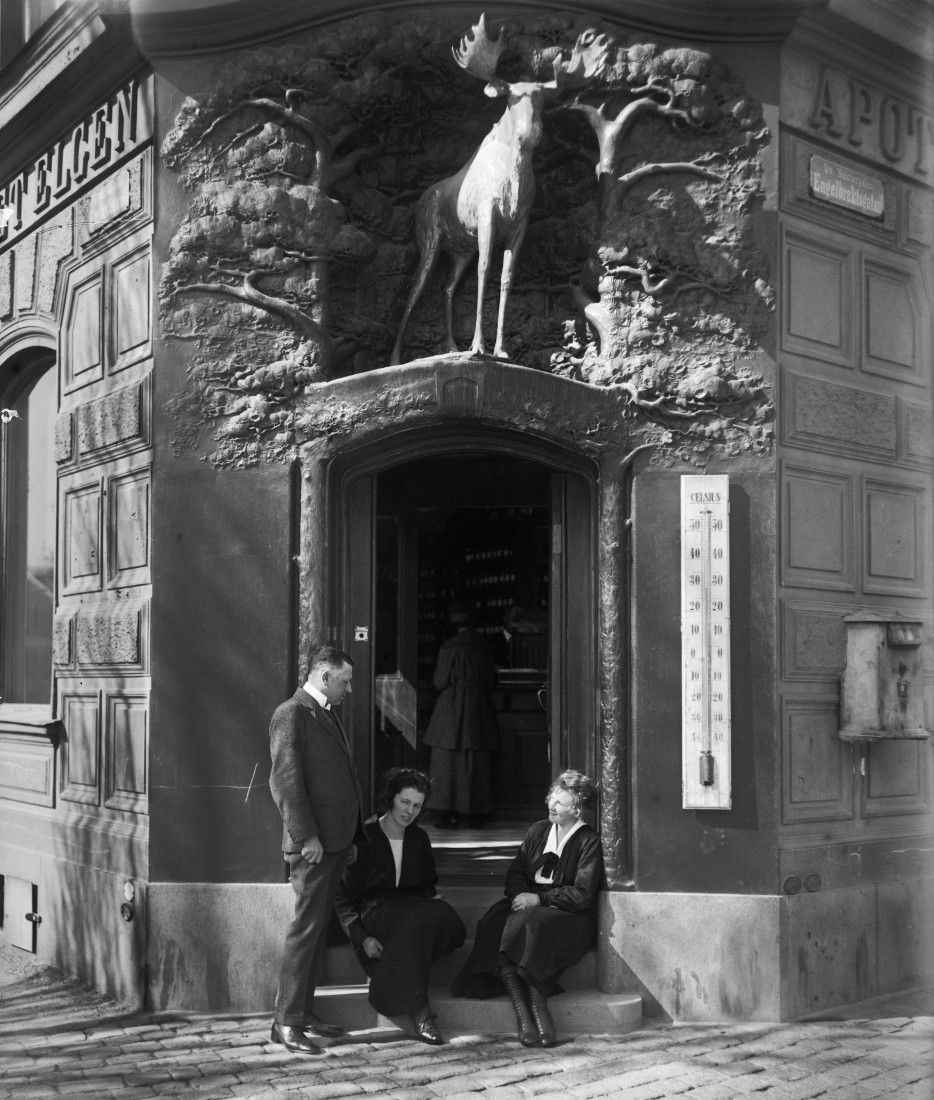
Apoteket Elgen på 1920-talet.

Arbete vid Pharmacia i Uppsala 1967.

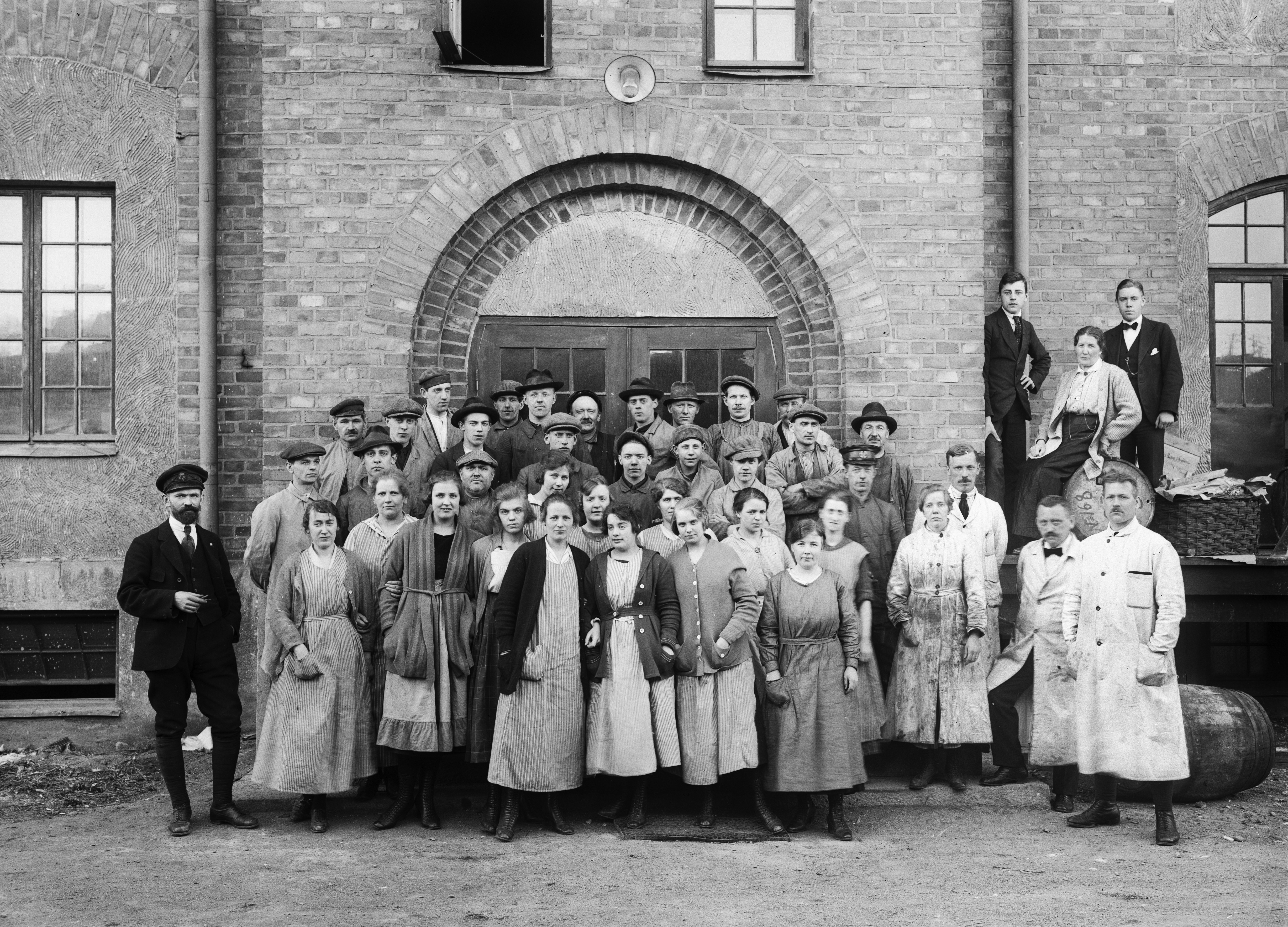
Pharmacias fabrik i kvarteret Rosteriet i Liljeholmen, personal 1920-tal.

Pharmacia grundades 1911 av apotekaren Gustaf Felix Grönfeldt som var verksam vid Apoteket Elgen i Stockholm. Det första namnet var Energon men redan efter en månad bytte bolaget namn till Pharmacia. Grönfeldt hade samma år köpt ett patent för framställning av organiska fosfater ur nervvävnad i form av hjärn- eller ryggmärgssubstans av animaliskt ursprung. Detta utnyttjades i framställning av företagets mest framgångsrika produkt under de tidiga åren, den lecitin-baserade "mirakelmedicinen" Phospho-Energon. Phospho-Energon hade uppfunnits av den belgiska ingenjören C.M. de Kunwald. 1921 blev Pharmacia dotterbolag till Apotekarnes droghandel. Verksamheten flyttades under 1920-talet ut till Lövholmsvägen 5-7 i Liljeholmen.
På 1930-talet inleddes tillverkning av antibiotikan sulfanilamid och i samarbete med Nanna Svartz togs sedan det kemiskt besläktade salazopyrin fram, vilket var ett läkemedel mot ledgångsreumatism. Samarbetet med Svartz startade när Carl Erik Häggart var VD.
År 1943 inleddes ett samarbete med kemister vid Uppsala universitet, framför allt vid nobelpristagaren Arne Tiselius institution, som kom att leda till en lång följd av produkter baserade på polysackariden dextran. Björn Ingelman, som arbetade som assistent hos Tiselius, undersökte olika användningsområden för dextran. Ingelman och fysiologen Anders Grönwall upptäckte att dextran kunde användas i blodersättningsmedel istället för blodplasma, och med tanke på det pågående andra världskriget bedömdes detta som ett mycket intressant användningsområde. Pharmacia kontaktades 1943 och dess verkställande direktör Elis Göth blev mycket intresserad. Fyra år senare introducerades produkten Macrodex, som var en dextranlösning.
År 1951 flyttade företaget till Uppsala för att komma närmare forskningen vid Uppsala universitet. Nästa familj av dextranbaserade produkter blev Sephadex, som användes för gelfiltrering. De som låg bakom Sephadex var Jerker Porath och Per Flodin, som båda kom från Arne Tiselius institution. Jerker Porath hade gjort upptäckten bakom Sephadex 1957, och upptäckterna publicerades 1959 av Porath och Flodin. Pharmacia byggde också upp verksamhet inom allergidiagnostik och preparatet Healon, baserat på glykosaminoglykanen hyaluronan, som används i samband med ögonkirurgi.
Gösta Virding efterträdde 1 januari 1966 Elis Göth som verkställande direktör för Pharmacia. Han byggde under sin långa tid vid Pharmacia upp företaget från en relativt blygsam rörelse till en stark forskningsinriktad internationell koncern. På Virdings initiativ byggdes Pharmacias lokaler i Uppsala ut i slutet av 1960-talet. År 1972 invigdes det av Carl Nyrén ritade huvudkontoret i Uppsala.
År 1986 köpte Pharmacia Leo Läkemedel AB och LKB-Produkter AB. År 1990 köpte Pharmacia Kabi Vitrum, varefter det 1991 köptes upp av statsägda Procordia. Staten sålde 1994 ut aktierna till allmänheten. Pharmacia var uppdelat i en bioteknikdel (Pharmacia Biotech), en diagnostikdel (Pharmacia Diagnostics) och en farmaceutisk del.
År 1995 köptes företaget av Upjohn och bildade Pharmacia & Upjohn. Bioteknikdelen hamnade några år efter fusionen hos brittiska Amersham i form av Amersham Biosciences. Efter ytterligare ett uppköp, denna gång av Monsanto 2000, skapades Pharmacia Corporation. År 2002 köptes Pharmacia Corp. upp av Pfizer. Allergidiagnostikverksamheten inom Pharmacia Diagnostics såldes av Pfizer år 2004, och blev senare Phadia.
All läkemedelsverksamhet  i Uppsala under namnet Pharmacia har sedan dess upphört. Bioteknikverksamheten finns kvar under namnet Cytiva. Diagnostikverksamheten i Phadia finns också kvar som ett dotterbolag till Thermo Fisher Scientific. Ögonvårdsverksamheten i Uppsala drivs idag under namnet AMO. Nutritionsverksamheten ingår i Fresenius Kabi. Produktionen av Salazopyrin m.m. drivs av läkemedelstillverkaren Recipharm. Detta innebär att Pharmaciarelaterad verksamhet i Uppsala idag har fler anställda än det börsnoterade Pharmacia hade under sin "storhetstid".

## Börshistorik
Det börsnoterade bolag som ägde Pharmacia hette på 1970-talet Fortia. Fortia genomförde 1981 en stor börsintroduktion i USA. På 1980-talet blev Volvo dominerande ägare i Pharmacia, i samband med Pehr G. Gyllenhammars diversifiering av Volvo-koncernen. Långt framskridna planer fanns på att fusionera Pharmacia med börskometen Fermenta, men dessa planer gick om intet i samband med avslöjandet av Refaat El-Sayeds falska doktorshatt och senare avslöjanden om oegentligheter i Fermentas bokföring.

## Verkställande direktörer
- Carl Erik Häggart 1930–1940
- Elis Göth, 1940-1965
- Gösta Virding, 1966-1980, från 1973 som VD för Fortia
- Gunnar Wessman, 1980-1984
- Erik Danielsson, 1984-1990